# Pont-de-l’Isère
Pont-de-l’Isère – miejscowość i gmina we Francji, w regionie Owernia-Rodan-Alpy, w departamencie Drôme.
Według danych na rok 1990 gminę zamieszkiwało 2770 osób, a gęstość zaludnienia wynosiła 275 osób/km² (wśród 2880 gmin regionu Rodan-Alpy Pont-de-l’Isère plasuje się na 324. miejscu pod względem liczby ludności, natomiast pod względem powierzchni na miejscu 1116.).
Przez gminę przepływa rzeka Isère. 

## Przypisy

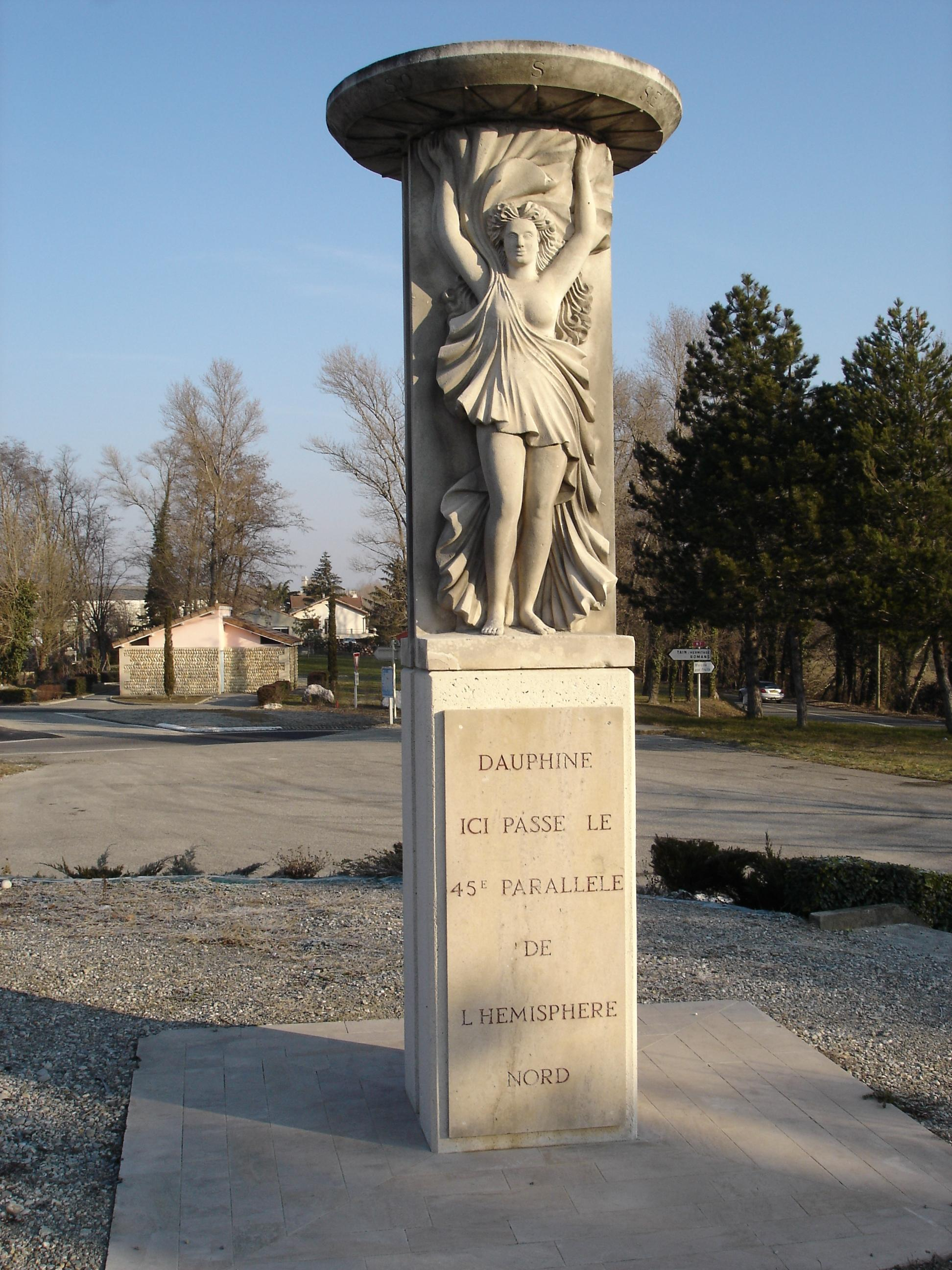
Pomnik 45° równoleżnika w Pont-de-l’Isère, 2006